# Station Gent-Dampoort
Station Gent-Dampoort is een spoorwegstation langs spoorlijn 58 (Gent - Eeklo) en spoorlijn 59 (Antwerpen - Gent) in de stad Gent.

## Geschiedenis
Het station werd in 1861 geopend als station Gent-Eecloo, dat gelegen was ten noorden van de Antwerpsesteenweg, en dat als kopstation fungeerde voor de lijn naar Eeklo (huidige lijn 58). In 1872 verviel de status van kopstation doordat de sporen ten westen van het station werden doorgetrokken naar Ledeberg, waar de aansluiting op spoorlijn 50 werd gemaakt.
In de directe nabijheid van station Gent-Eecloo lag station Gent-Waas als beginpunt van spoorlijn 59 naar Antwerpen, die haaks op de lijn naar Eeklo stond. In 1911 werd een ruime verbindingsboog gemaakt tussen spoorlijn 58 en 59, en konden treinen vanuit Antwerpen voortaan stoppen in station Gent-Eecloo, dat voortaan de naam Gent-Dampoort droeg. Station Gent-Waas werd afgebroken.
Het stationsgebouw uit 1861 werd in 1973 vervangen door een zuidelijker gelegen gebouw naar plannen van architecten Dirk Servaes en Johan Beyne. Het oude gebouw werd afgebroken, op de plaats ervan is nu een busstation.
Het is na station Gent-Sint-Pieters het tweede belangrijkste station van Gent. Vanuit Gent-Dampoort is het stadscentrum makkelijk en snel bereikbaar.
Het station werd gedeeltelijk gerenoveerd in 2008. Er kwam een nieuwe vloerbedekking in de stationshal en -gangen en de schuilhokjes werden geverfd. Ook kwam er een nieuw sanitair blok en vestigde er zich een Panos-broodjeszaak in de gang naar de perrons.
In juli 2024 vestigde er zich eveneens een Bruno Foodcorner, die het voormalige stationsbuffet verving.
Het perron is te bereiken met een vaste trap, een roltrap en een lift.

## Galerij

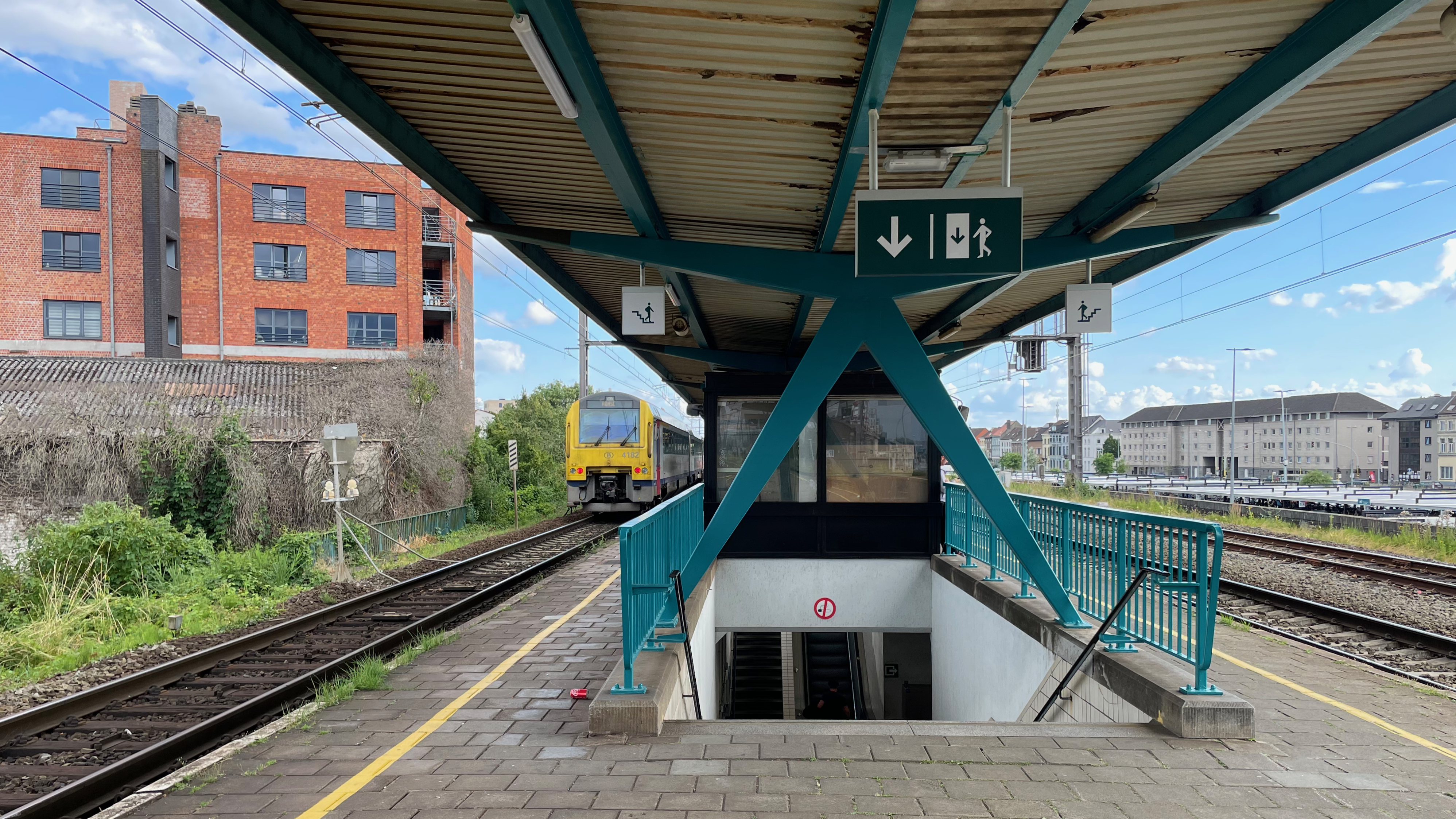
Zicht op het perron (2023)
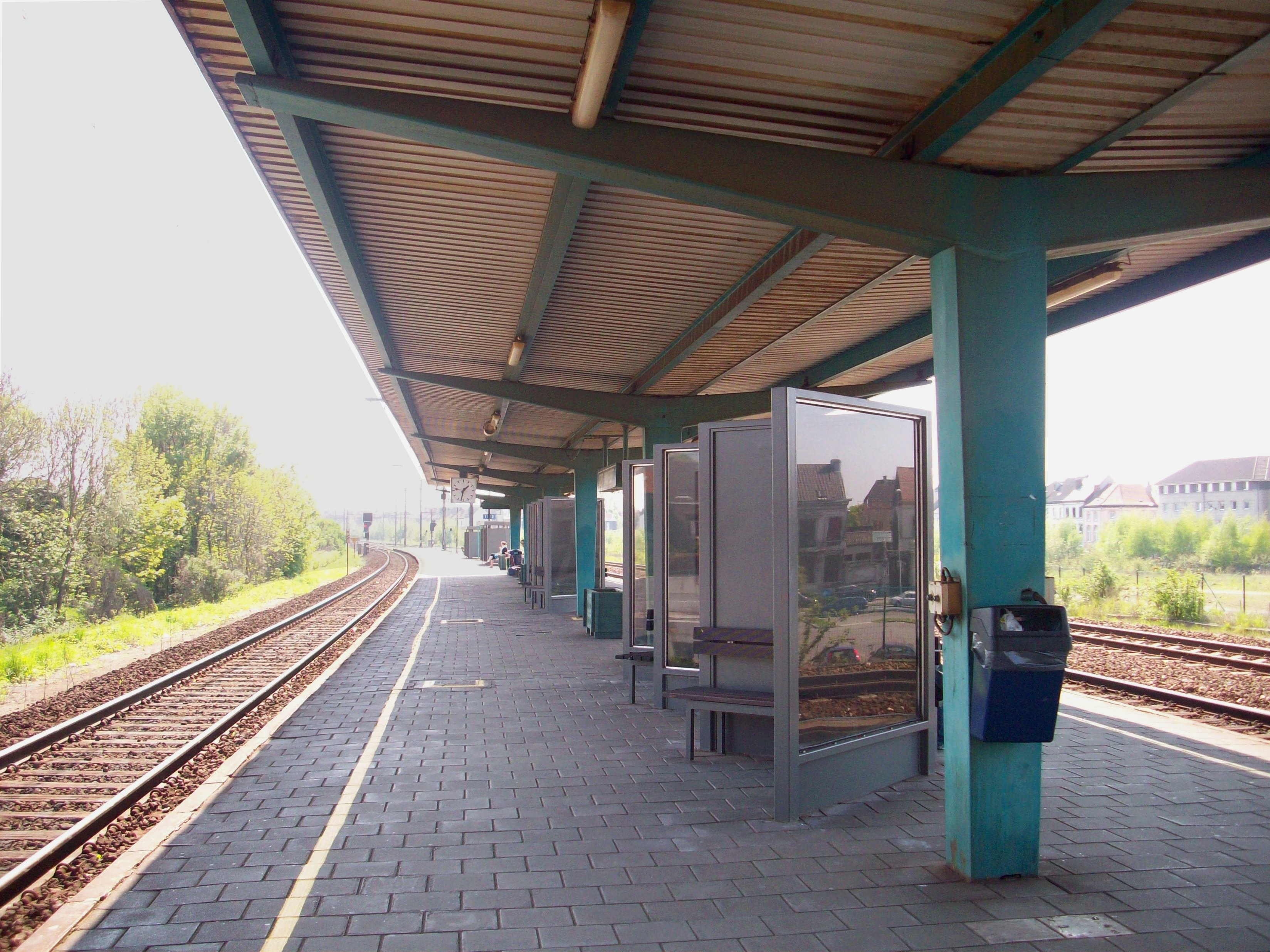
Zicht op het perron (2009)
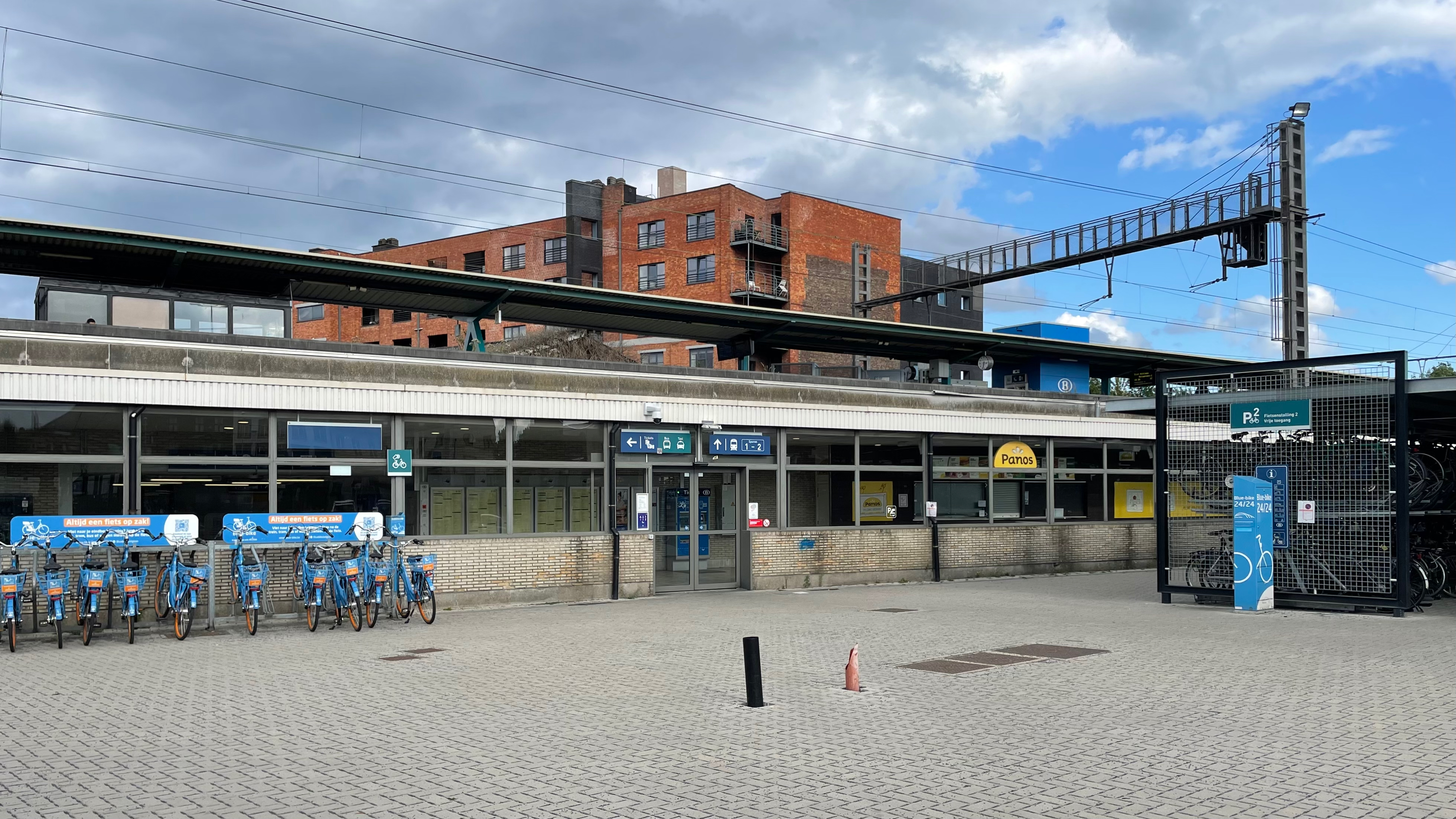
Het station (2023)
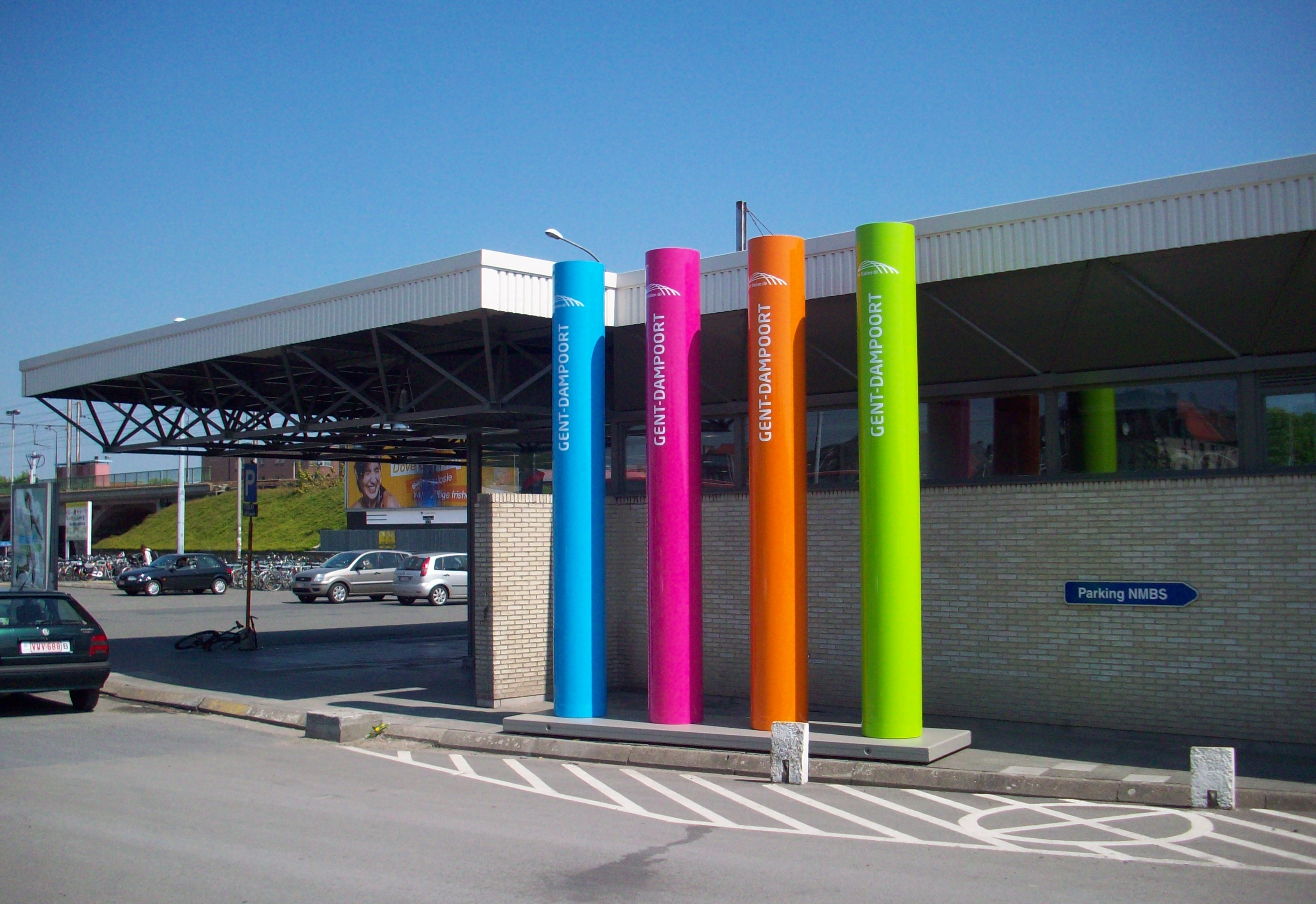
Stationsgebouw (2009)
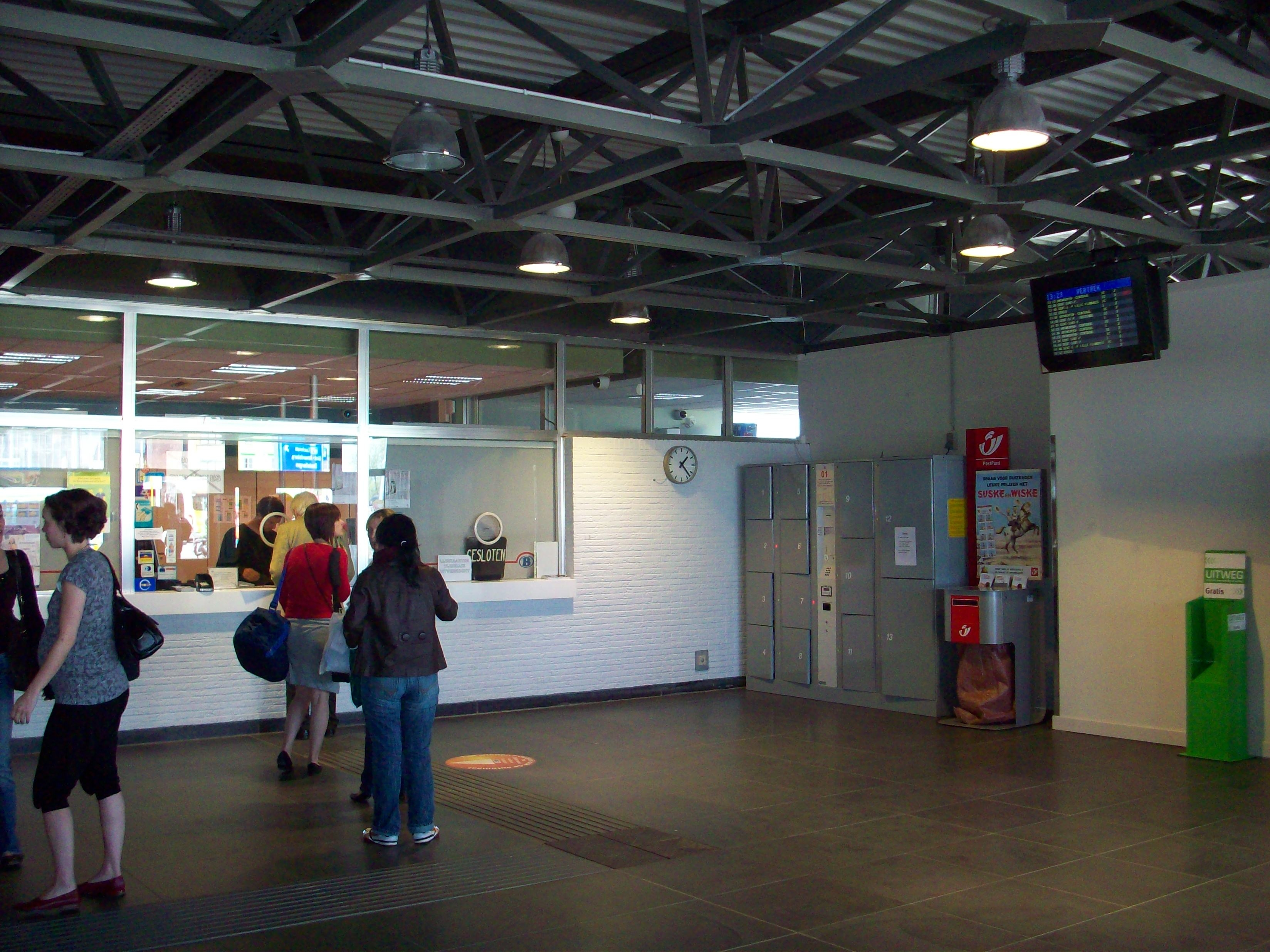
Loketten
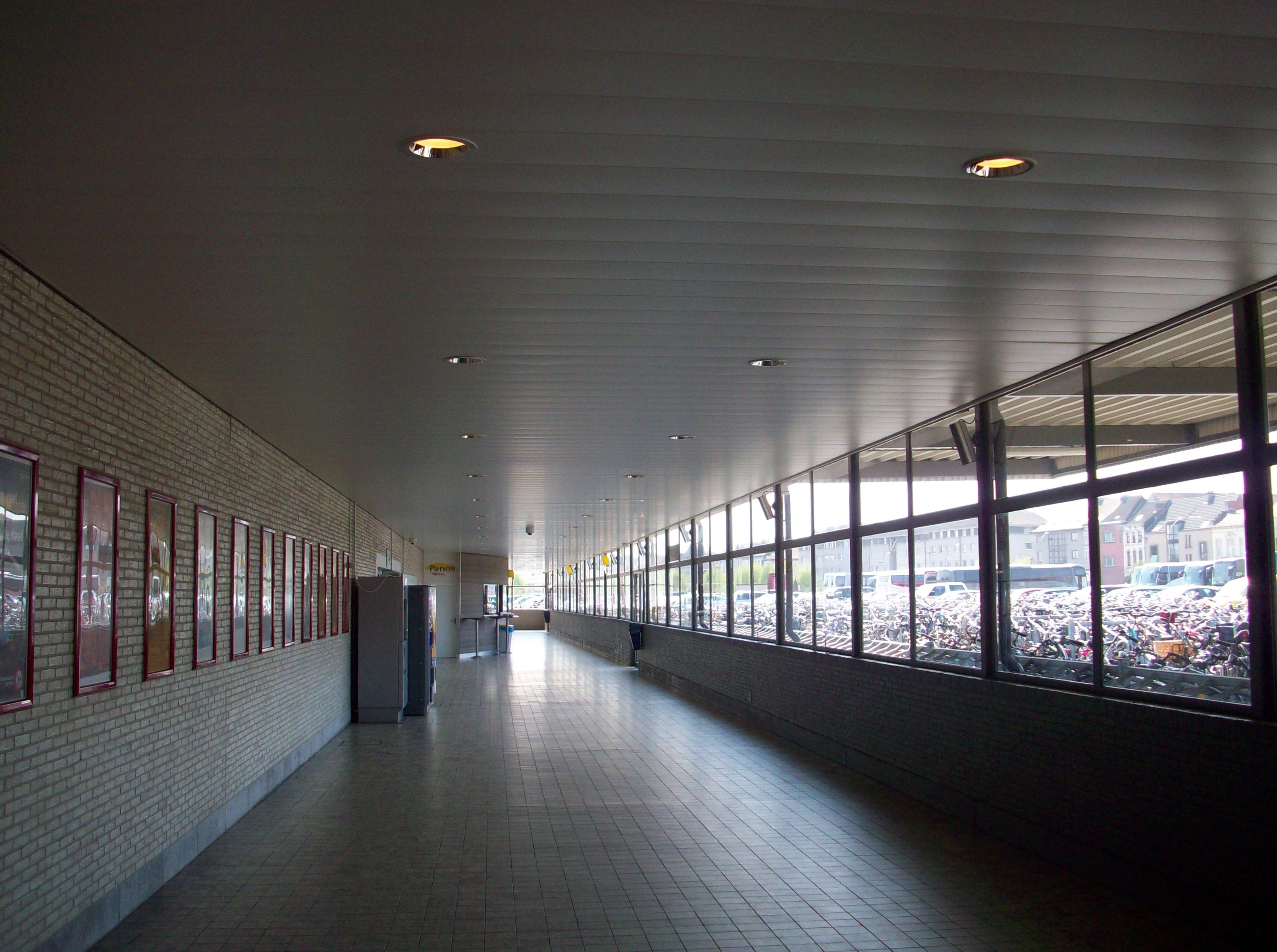
Verbindingsgang tussen de loketten en de sporen

## Treindienst
| Serie           | Treinsoort            | Route                                                                                          | Bijzonderheden |
| --------------- | --------------------- | ---------------------------------------------------------------------------------------------- | --- |
| IC 02           | Intercity (NMBS)      | Oostende – Gent-Sint-Pieters – Gent-Dampoort – Antwerpen-Centraal                              | |
| IC 04 IC 19700  | Intercity (NMBS)      | Antwerpen-Centraal – Gent-Dampoort – Gent-Sint-Pieters – Kortrijk – Poperinge / Lille-Flandres | Wordt gesplitst in Kortrijk; Kortrijk - Moeskroen - Rijsel is 19700, TER K80 vanaf Tourcoing (f)                            |
| IC 28           | Intercity (NMBS)      | Antwerpen-Centraal – Gent-Dampoort – Gent-Sint-Pieters – Lichtervelde – De Panne               | Rijdt niet in het weekend, stopt in juli/augustus tijdens de week in Beervelde                                              |
| S 51            | S-trein Gent (NMBS)   | Eeklo – Gent-Dampoort – Gent-Sint-Pieters – Oudenaarde – Ronse                                 | Rijdt op zondag 1×/2u. |
| S 53            | S-trein Gent (NMBS)   | (Ronse – ) Oudenaarde – Gent-Sint-Pieters – Gent-Dampoort – Lokeren                            | Rijdt niet tijdens de week in juli/augustus, rijdt in de spits tot Ronse, rijdt in het weekend enkel tussen Gent en Lokeren |
| P 7013/8013     | Piekuurtrein (NMBS)   | Sint-Niklaas – Gent-Dampoort – Brussel-Zuid – Schaarbeek                                       | Rijdt alleen op werkdagen.                                                                                                  |
| P 7084/8084     | Piekuurtrein (NMBS)   | Eeklo – Gent-Dampoort – Gent-Sint-Pieters                                                      | Rijdt alleen op werkdagen, niet tijdens vakanties                                                                           |
| P 7085/8085     | Piekuurtrein (NMBS)   | Eeklo – Gent-Dampoort – Gent-Sint-Pieters                                                      | Rijdt alleen op werkdagen, niet tijdens vakanties                                                                           |
| ICT 18122/18135 | Toeristentrein (NMBS) | Antwerpen-Centraal – Sint-Niklaas – Gent-Dampoort – Gent-Sint-Pieters – Brugge – Blankenberge  | Rijdt in juli en augustus, rijdt enkel in het weekend                                                                       |
| ICT 18126/18136 | Toeristentrein (NMBS) | Antwerpen-Centraal – Sint-Niklaas – Gent-Dampoort – Gent-Sint-Pieters – Brugge – Blankenberge  | Rijdt in juli en augustus, rijdt enkel in het weekend                                                                       |

## Reizigerstellingen
De grafiek en tabel geven het gemiddeld aantal instappende reizigers weer op een week-, zater- en zondag.
| Tabel: aantal instappende reizigers station Gent-Dampoort | Tabel: aantal instappende reizigers station Gent-Dampoort | Tabel: aantal instappende reizigers station Gent-Dampoort | Tabel: aantal instappende reizigers station Gent-Dampoort |
|                                                           | Weekdag                                                   | Zaterdag                                                  | Zondag                                                    |
| --------------------------------------------------------- | --------------------------------------------------------- | --------------------------------------------------------- | --------------------------------------------------------- |
| 1977                                                      | 1 753                                                     | 363                                                       | 636                                                       |
| 1978                                                      | 2 257                                                     | 477                                                       | 338                                                       |
| 1979                                                      | 2 427                                                     | 483                                                       | 405                                                       |
| 1980                                                      | 2 843                                                     | 458                                                       | 413                                                       |
| 1981                                                      | 3 399                                                     | 790                                                       | 756                                                       |
| 1982                                                      | 3 238                                                     | 895                                                       | 855                                                       |
| 1983                                                      | 3 392                                                     | 901                                                       | 807                                                       |
| 1984                                                      | 3 016                                                     | 746                                                       | 631                                                       |
| 1985                                                      | 3 026                                                     | 787                                                       | 690                                                       |
| 1986                                                      | 3 086                                                     | 802                                                       | 651                                                       |
| 1987                                                      | 2 714                                                     | 697                                                       | 607                                                       |
| 1988                                                      | 3 217                                                     | 974                                                       | 814                                                       |
| 1989                                                      | 2 615                                                     | 509                                                       | 640                                                       |
| 1990                                                      | 2 585                                                     | 669                                                       | 655                                                       |
| 1991                                                      | 3 289                                                     | 716                                                       | 714                                                       |
| 1992                                                      | 2 552                                                     | 689                                                       | 621                                                       |
| 1993                                                      | 2 853                                                     | 984                                                       | 824                                                       |
| 1994                                                      | 3 087                                                     | 836                                                       | 303                                                       |
| 1995                                                      | 2 638                                                     | 827                                                       | 768                                                       |
| 1996                                                      | 3 057                                                     | 972                                                       | 867                                                       |
| 1997                                                      | 2 927                                                     | 1 037                                                     | 1 042                                                     |
| 1998                                                      | 4 079                                                     | 1 238                                                     | 930                                                       |
| 1999                                                      | 3 484                                                     | 1 552                                                     | 1 102                                                     |
| 2000                                                      | 3 564                                                     | 1 531                                                     | 1 324                                                     |
| 2001                                                      | 3 556                                                     | 1 361                                                     | 961                                                       |
| 2002                                                      | 3 734                                                     | 1 616                                                     | 2 296                                                     |
| 2003                                                      | 5 008                                                     | 2 012                                                     | 1 554                                                     |
| 2004                                                      | 4 533                                                     | 2 031                                                     | 1 842                                                     |
| 2005                                                      | 5 037                                                     | 2 444                                                     | 1 908                                                     |
| 2006                                                      | 5 056                                                     | 2 258                                                     | 2 106                                                     |
| 2007                                                      | 5 133                                                     | 2 118                                                     | 1 968                                                     |
| 2008                                                      | -                                                         | -                                                         | -                                                         |
| 2009                                                      | 5 363                                                     | 2 283                                                     | 1 890                                                     |
| 2010                                                      | -                                                         | -                                                         | -                                                         |
| 2011                                                      | -                                                         | -                                                         | -                                                         |
| 2012                                                      | 5 977                                                     | 2 404                                                     | 1 946                                                     |
| 2013                                                      | 5 816                                                     | 2 545                                                     | 1 781                                                     |
| 2014                                                      | 5 231                                                     | 2 433                                                     | 1 953                                                     |
| 2015                                                      | 5 104                                                     | 1 307                                                     | 1 093                                                     |
| 2016                                                      | 4 876                                                     | 2 250                                                     | 2 004                                                     |
| 2017                                                      | 5 181                                                     | 1 819                                                     | 1 584                                                     |
| 2018                                                      | 5 699                                                     | 2 454                                                     | 1 883                                                     |
| 2019                                                      | 6 312                                                     | 2 174                                                     | 1 811                                                     |
| 2020                                                      | 4 183                                                     | 1 516                                                     | 1 271                                                     |
| 2021                                                      | -                                                         | -                                                         | -                                                         |
| 2022                                                      | 5 632                                                     | 3 154                                                     | 2 876                                                     |
| 2023                                                      | 4 960                                                     | 2 969                                                     | 2 812                                                     |
| 2024                                                      | 6 103                                                     | 3 428                                                     | 2 979                                                     |

## Busdiensten
Het station is goed aangesloten op het stads- en streekvervoer van De Lijn, met onder meer de stadslijnen 6, 10, 11 en 12a/12b. Verder is Gent-Dampoort opgenomen in het busnetwerk van FlixBus en Eurolines.
Destelbergen · Drongen · Drongensesteenweg · Gentbrugge · Gent-Dampoort · Gent-Heirnis · Gent-Muide · Gent-Noord · Gent-Oost · Gent-Rabot · Gent-Rodenhuize · Gent-Sint-Pieters · Gent-Waas · Gent-Zeehaven · Gent-Zuid · Halewijn · Ledeberg · Merelbeke · Oostakker · Sint-Amandsberg-Westveld · Sint-Denijs-Westrem · Wondelgem
0,0: Gent-Sint-Pieters ·
1,3: Gentbrugge-Zuid ·
2,0: Gentbrugge ·
3,1: Gent-Heirnis ·
4,0: Gent-Dampoort ·
6,1: Gent-Muide ·
8,4: Wondelgem ·
9,1: Molenheide ·
10,9: Evergem ·
14,0: Sleidinge ·
16,0: Eeksken ·
17,8: Arisdonk ·
18,8: Waarschoot ·
22,7: Eeklo ·
23,9: Boelare ·
27,8: Balgerhoeke ·
29,9: Adegem ·
32,7: Maldegem ·
37,1: Donk ·
41,6: Sijsele ·
45,7: Assebroek ·
48,3: Steenbrugge ·
51,4: Brugge
0,0: Antwerpen-Berchem ·
4,0: Antwerpen-Zuid ·
7,0: Antwerpen-Linkeroever ·
9,1: Zwijndrecht ·
10,1: Zwijndrecht-Fort ·
12,1: Melsele ·
14,0: Beveren ·
15,1: Haasdonk ·
18,5: Westakkers ·
19,5: Nieuwkerken-Waas ·
22,7: Sint-Niklaas ·
25,3: Sint-Niklaas-West ·
26,2: Valk ·
27,1: Belsele ·
28,7: Sinaai ·
32,0: Heiken ·
35,7: Lokeren ·
38,4: Staakte ·
41,5: Zeveneken ·
43,6: Beervelde ·
46,8: Lochristi ·
49,5: Destelbergen ·
51,2: Westveld ·
53,0: Oostakker ·
?: Gent-Waas ·
55,8: Gent-Dampoort